# Uwłaszczenie nomenklatury
Uwłaszczenie nomenklatury – potoczne określenie procesu prywatyzacji i przejmowania majątku publicznego przez niektórych działaczy nomenklatury partyjnej i państwowej, które pojawiło się w czasie transformacji ustrojowej w 1989 w Polsce i innych państwach bloku wschodniego.
Konwersja władzy politycznej dotychczasowych elit państw komunistycznych na własność ekonomiczną rozpatrywana jest w literaturze naukowej jako proces budowy „kapitalizmu politycznego”, którego realny zasięg jest jednak przedmiotem licznych kontrowersji. Początki „uwłaszczenia nomenklatury” identyfikowane są zwykle w drugiej połowie lat osiemdziesiątych i wiązane z ogłoszeniem tzw. pieriestrojki w ZSRR, choć niektórzy badacze dostrzegają je jeszcze wcześniej.

## „Uwłaszczenie nomenklatury” w polskim dyskursie politycznym
Pojęcie „uwłaszczenia nomenklatury” stało się popularne w dyskursie politycznym i medialnym w Polsce w latach 90. Zwykle pojawiało się w kontekście krytycznej oceny odnoszących się doń procesów. Można było jednak także znaleźć poglądy sugerujące, iż przejęcie przez część działaczy dawnej PZPR majątku publicznego jest niezbędnym elementem pokojowego charakteru transformacji ustrojowej i zapewni włączenie elit dawnej nomenklatury w proces budowania III Rzeczypospolitej.
Wśród osób usprawiedliwiających w różnym stopniu proces „uwłaszczenia nomenklatury” jako konieczny, było wielu uczestników Okrągłego Stołu. Swoje racje przedstawiali oni m.in. na łamach „Gazety Wyborczej”:
Jeśli ludzie z nomenklatury wejdą do spółek akcyjnych, jeśli staną się jednymi z właścicieli, wówczas będą zainteresowani, by tych akcyjnych stowarzyszeń bronić, a system akcyjny niszczy porządek stalinowski (Adam Michnik w czerwcu 1989, w wywiadzie dla belgradzkiego tygodnika „NIN”).
Chcąc uczynić reformy gospodarcze głębokimi i nieodwracalnymi, warto uwikłać ludzi nomenklatury w działalność gospodarczą tak, by osobiście byli zainteresowani w powodzeniu i trwałości reform. W dodatku, gdyby udało się energię i niewątpliwe zdolności tkwiące w nomenklaturze zaprząc do uruchomienia martwych lub półżywych składników majątku narodowego, mogłoby się to opłacić także materialnie. Nie rozpaczam z powodu zaniżonych wycen majątku przechodzącego w ręce spółek nomenklaturowych. Zawsze można przecież oszacować. Że będzie to forma kredytowania? Będzie. Potraktujmy to jako odprawę nomenklatury, która społeczeństwu służyła, nie zasłużyła się, ale tracąc przywileje zaszczyty czuje się wywłaszczona z dorobku dwóch pokoleń. Opowiadam się za odczepnym (Jerzy Szperkowicz, Uwłaszczać i nie żałować, „Gazeta Wyborcza” z 25 września 1989 roku; załącznik C).
Podnoszono również postulat braku rozliczeń z przeszłości:
To musi być oferta dla całego aparatu… trzeba tym ludziom otworzyć możliwość ubiegania się o przejmowanie na własność części majątku, którym zarządzają, jeśli dają nie gorsze od innych gwarancje jego wykorzystania. Na pewno zaś należy im obiecać co najmniej roczne wypowiedzenie z zachowaniem realnej wartości zarobków, zachowanie przywilejów niechby drażniących, wszechstronną pomoc przy podejmowaniu nowego zajęcia czy samodzielnej działalności gospodarczej. Ewentualne wcześniejsze odpowiednio korzystne emerytury. Oraz – co ważne – żadnych osobistych rozliczeń z tytułu ich wcześniejszej działalności (Ernest Skalski, Wielki kompromis, „Gazeta Wyborcza” nr 60, wydanie z dnia 31 lipca 1989, s. 3-4; załącznik D).
Według deklaracji posłów SdRP 90-95% majątku partii zostało przeznaczone na „wypłatę odpraw dla etatowych pracowników lub przekazano na cele społeczne”, więc z czasem postulat oficjalnego uwłaszczenia stracił na aktualności.